# BK Havlíčkův Brod
Der BK Havlíčkův Brod (Bruslařský klub Havlíčkův Brod) ist ein tschechischer Eishockeyklub aus Havlíčkův Brod. Er spielt seit 2015 wieder in der 2. česká hokejová liga, der dritten Spielklasse Tschechiens. Zudem kooperiert der Klub mit dem HC ČSOB Pojišťovna Pardubice und agiert als dessen Farmteam.

## Geschichte

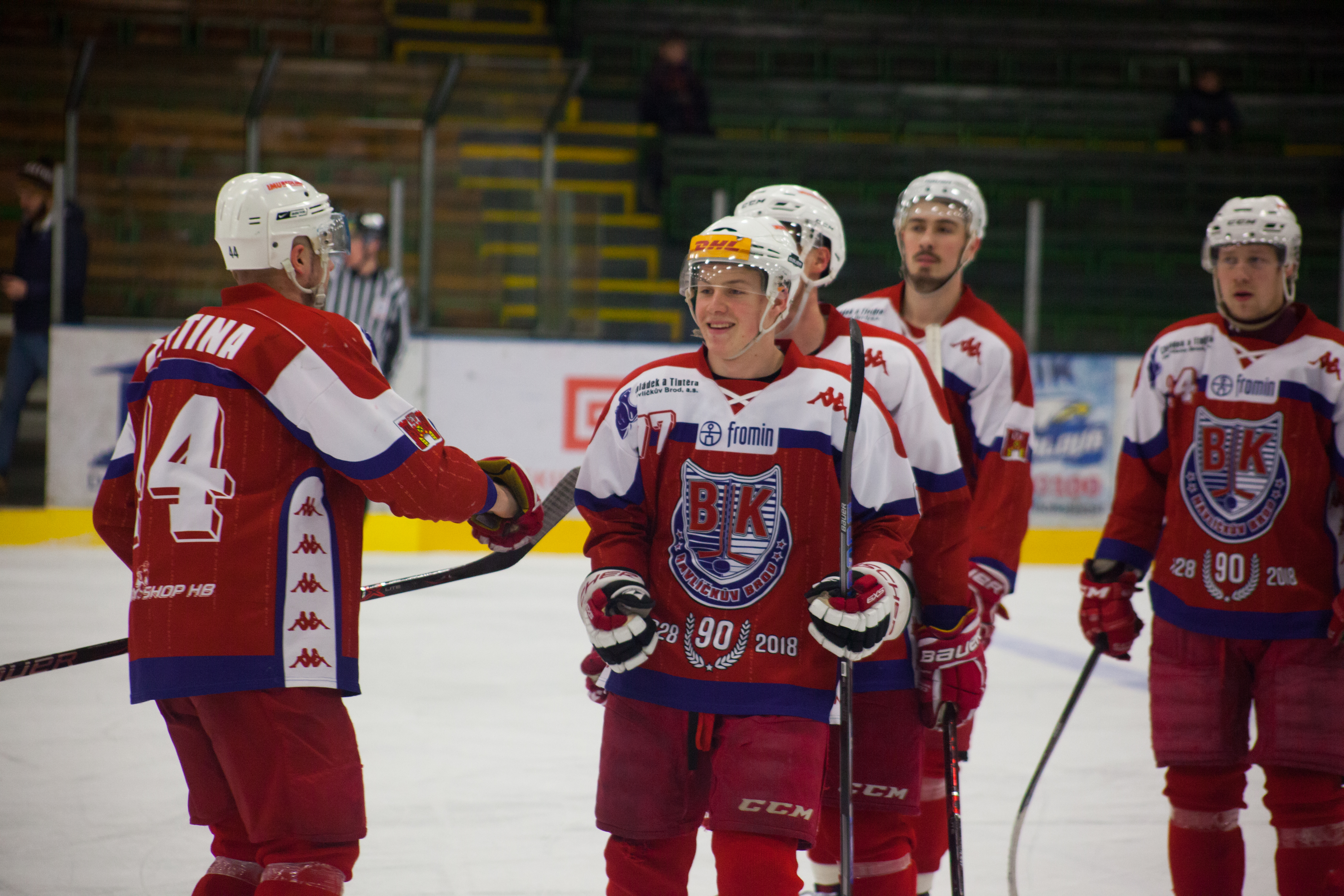
Spieler des Klubs, 2019

Der Verein wurde 1928 gegründet und war bis in die 1990er Jahre ausschließlich auf regionaler Ebene aktiv. Die Heimspiele des Vereins werden seit der Fertigstellung des Eisstadions Kotlina, das bis 4000 Zuschauern Platz bietet, in diesem ausgetragen. 1991 stieg die erste Mannschaft in die dritte Spielklasse der Tschechoslowakei auf. Zwei Jahre später erreichte  der Verein den Aufstieg in die 1. Liga, in der dieser sich bis 1999 hielt. Erst 2006 wurde der HC Rebel Vizemeister der 2. Liga und durfte wieder in die 1. Liga aufsteigen.
2015 stieg der Klub aus der 1. in die 2. Liga ab und nannte sich in BK Havlíčkův Brod um.

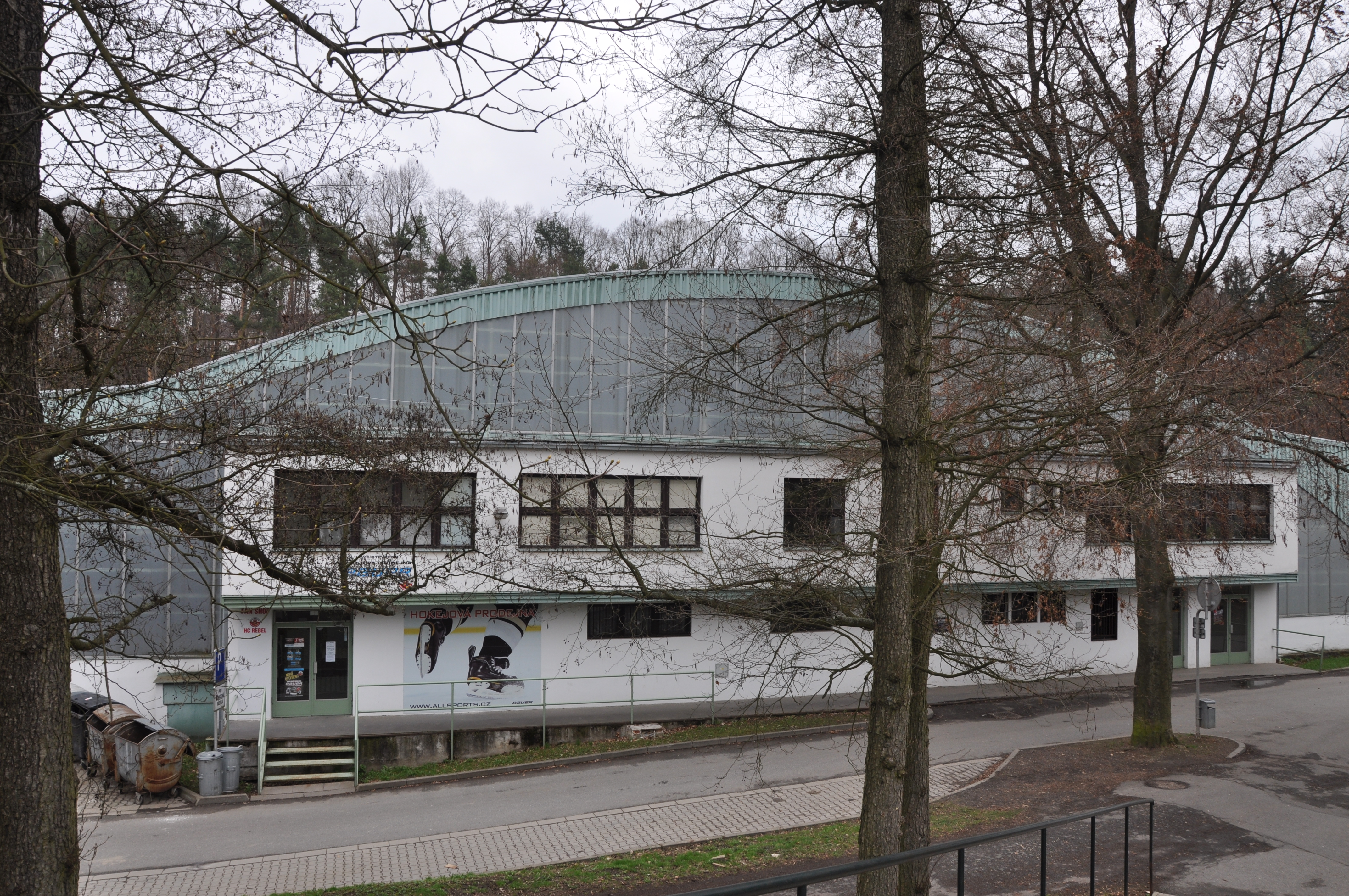
Zimní Stadion Kotlina (2013)

## Erfolge
- Meister der drittklassigen 2. Liga 1993

## Bekannte ehemalige Spieler
| - Jaroslav Holík - Jiří Holík - Jan Suchý - Josef Augusta | - Václav Chytráček - Milan Chalupa - Jaroslav Benák - Petr Vlk | - Augustin Žák - Martin Čech - Jan Novák - Aleš Pavlas | - Radek Martínek Weltmeister 2000, 2001 - Josef Vašíček Weltmeister 2003, Stanley Cup Sieger 2006 - Vladimír Sobotka |